# Sarik Andreassian
Sarik Garnikovitch Andreassian (en arménien : Սարիկ Գառնիկի Անդրեասյան), né le 24 août 1984 à Erevan en Union soviétique (actuelle Arménie), est un réalisateur, producteur, scénariste et acteur arménien. En Russie, il est connu pour des succès commerciaux tels que Un homme enceinte (ru) (Beremennyy, 8,3 millions de dollars), Les Mamans (7,8 millions) ou Ostrov Vezeniya (11,3 millions). Il est aussi fondateur du studio de production Enjoy Movies, et a travaillé sur plusieurs publicités.

## Biographie
Son film Earthquake sorti en 2016 est soumis à la 89e cérémonie des Oscars pour le meilleur film en langue étrangère par l'Arménie mais n'est pas retenu.
En 2017, il est annoncé la production d'un nouveau long-métrage de science-fiction, Robots, produit en Chine et en Russie par Gary Hamilton, Ying Ye, Mike Gabrawy, Ruzanna Kegeyanet et Andreassian, via la société Arclight Films. Elle fait appel au réalisateur arménien pour mettre en scène le projet. Le film présente un univers post-apocalyptique où des robots, connus sous le nom de « Wretches », dirigent le monde et tourmentent les humains. Un petit groupe de ceux-ci, dirigé par un dénommé Cassius, décide de se battre contre eux,.

## Filmographie
Sauf indication contraire, les informations mentionnées dans cette section peuvent être confirmées par la base de données cinématographiques IMDb,  présente dans la section « Liens externes ».

### En tant que réalisateur, scénariste et producteur
| Année | Film                                           | Statut      | Statut     | Statut     |
| Année | Film                                           | Réalisateur | Scénariste | Producteur |
| ----- | ---------------------------------------------- | ----------- | ---------- | ---------- |
| 2009  | Lopuhi (uk)                                    | Oui         | Oui        | Non        |
| 2011  | Romance de bureau : Notre époque (ru)          | Oui         | Oui        | Non        |
| 2011  | Un homme enceinte (ru)                         | Oui         | Oui        | Oui        |
| 2012  | Les Mamans                                     | Oui         | Oui        | Oui        |
| 2012  | Encore ce Karlosson (ru)                       | Oui         | Oui        | Oui        |
| 2012  | Moms are simply waiting for us (court-métrage) | Oui         | Non        | Non        |
| 2012  | Nyanki (ru)                                    | Non         | Non        | Oui        |
| 2012  | Muzhchina s garantiey (ru)                     | Non         | Non        | Oui        |
| 2012  | Bonne Année, les mamans !                      | Oui         | Oui        | Oui        |
| 2013  | Que font les hommes (ru)                       | Oui         | Oui        | Oui        |
| 2013  | Ostrov Vezeniya (ru)                           | Non         | Non        | Oui        |
| 2013  | Druzya Druzey (ru)                             | Non         | Non        | Oui        |
| 2014  | Lyogok na pomine (ru)                          | Non         | Non        | Oui        |
| 2014  | Chempiony (ru)                                 | Non         | Non        | Oui        |
| 2014  | Korporativ (ru)                                | Non         | Non        | Oui        |
| 2015  | Que font les hommes 2                          | Oui         | Oui        | Oui        |
| 2015  | Braquage à l'américaine                        | Oui         | Non        | Non        |
| 2015  | Bathory (ru)                                   | Non         | Non        | Oui        |
| 2015  | Cooties                                        | Non         | Non        | Oui        |
| 2016  | Golosa bolshoy strany                          | Non         | Non        | Oui        |
| 2015  | Survival Game                                  | Oui         | Non        | Non        |
| 2016  | Earthquake                                     | Oui         | Non        | Oui        |
| 2016  | Vse o muzhchinakh                              | Oui         | Oui        | Oui        |
| 2017  | Guardians                                      | Oui         | Non        | Oui        |
| 2017  | L'Amour dans la ville des anges                | Oui         | Oui        | Oui        |
| 2018  | Women VS Men                                   | Non         | Non        | Oui        |
| 2018  | Deadly Still (ru)                              | Non         | Non        | Oui        |
| 2018  | Pas de pardon                                  | Oui         | Oui        | Oui        |
| 2019  | Il y a toutes sortes de filles (it)            | Oui         | Non        | Non        |
| 2019  | Robo (ru)                                      | Oui         | Non        | Oui        |
| 2020  | Coma                                           | Non         | Non        | Oui        |
| 2020  | Gudbay, Amerika! (ru)                          | Oui         | Non        | Non        |
| 2020  | Star vs Quarantine (série télévisée)           | Oui         | Non        | Oui        |
| 2022  | Nous (ru)                                      | Non         | Non        | Oui        |

### comme acteur
- 2009 : Lopuhi (ru) de lui-même
- 2015 : What men do! 2 de lui-même